# معركة موسكو
معركة موسكو هي حملة عسكرية تألفت من فترتين من القتال ذي الأهمية الاستراتيجية، وامتدت رقعة المعركة لتغطي مساحة 600 كلم (370 ميل) على الجبهة الشرقية خلال الحرب العالمية الثانية. وقعت المعركة بين شهري أكتوبر عام 1941 ويناير عام 1942. أحبطت المساعي الدفاعية السوفياتية هجوم هتلر على موسكو، عاصمة الاتحاد السوفياتي وأكبر مدنه. كانت موسكو إحدى الأهداف السياسية والعسكرية الرئيسة لقوى المحور خلال غزو الاتحاد السوفياتي.
أُطلقت عملية تايفون، وهي الخطة الاستراتيجية الهجومية التي أطلقها الألمان، وسعت إلى استخدام تكتيك الكماشة في عمليتين هجوميتين، تمثلت الأولى بهجوم الجيشين الرابع والثالث بانزر على حصن كالينين شمال موسكو، ما سيؤدي إلى قطع سكة الحديد الواصلة بين موسكو ولينينغراد تزامنًا مع الهجوم. بينما كانت الخطة الهجومية الثانية في جنوب إقليم موسكو على الجبهة الغربية جنوب مدينة تولا، ونفذها الجيش الثاني بانزر، بينما تقدم الجيش الرابع من الغرب مباشرة نحو موسكو.
في البداية، لجأت القوات السوفياتية إلى إستراتيجية للدفاع عن إقليم موسكو تمثلت بإنشاء ثلاث أحزمة دفاعية، فنشرت قوات الاحتياط المجندة حديثًا، وجلبت قوات من سيبيريا ومنطقة الشرق الأقصى العسكرية. عندما تمكن السوفيات من إيقاف تقدم الألمان، اضطر الألمان إلى الانسحاب تجاه مواقعهم حول مدن أوريول وفيازما وفيتيبسك إثر إستراتيجية الهجوم المضاد السوفياتية وعدد من العمليات العسكرية صغيرة النطاق، وتمكن السوفيات تقريبًا من محاصرة 3 جيوش ألمانية وتطويقها. كانت تلك الأحداث انتكاسة كبرى بنظر الألمان، ومثلت نهاية فكرة الانتصار الألماني السريع على أراضي الاتحاد السوفياتي. جراء تلك العمليات الهجومية الفاشلة، أُقيل المشير فالتر فون براوخيتش من منصب القائد الأعلى للجيش الألماني، وحلّ هتلر محله.

## خلفية
دعت عملية بارباروسا، وهي خطة الهجوم الألمانية، إلى الاستيلاء على موسكو خلال أشهر. في الثاني والعشرين من شهر يونيو عام 1941، غزت قوى المحور الاتحاد السوفياتي، ودمرت معظم القوات الجوية السوفياتية التي تمركزت ضمن المطارات على الأرض، وتقدم النازيون عميقًا في الأراضي السوفياتية معتمدين على تكتيكات حرب البرق (بليتزكريغ) لتدمير الجيش السوفياتي بأكمله. تحركت مجموعة الجيوش الشمالية نحو لينينغراد، بينما استولت مجموعة الجيوش الجنوبية على أوكرانيا، وتقدمت مجموعة الجيوش الوسطى نحو موسكو. بحلول شهر يوليو عام 1941، عبرت مجموعة الجيوش الوسطى نهر الدنيبر في طريقها للوصول إلى موسكو.
في الخامس عشر من شهر يوليو عام 1941، استولت الجيوش الألمانية على سمولينسك، وهي حصن مهم واقع على الطريق نحو موسكو. في تلك المرحلة، كانت موسكو ضعيفة، لكن الهجوم عليها سيكشف خاصرة الجيوش الألمانية. سعيًا لحل تلك المخاطر، وفي محاولة للحفاظ على موارد الطعام والمعادن من أوكرانيا، أمر هتلر جيوشه بتحويل الهجوم نحو الشمال والجنوب للقضاء على القوات السوفياتية في لينينغراد وكييف. أخرت تلك الخطة تقدم النازيين نحو موسكو. عندما استُكمل التقدم في الثلاثين من شهر سبتمبر عام 1941، ضعفت الجيوش الألمانية، بينما تمكن السوفيات من تجنيد قوات جديدة للدفاع عن المدينة.

## البداية
في عام 1939 اجتاح هتلر الأراضي الغربية من بولندا
اجتاح الاتحاد السوفيتي الأراضي الشرقية من بولندا فعقدت معاهدة سلام مع الاتحاد السوفيتي وبعدها 1939 1940 غزت ألمانيا أوروبا واحتلت كل المدن الاوربية المهمة مثل وارسو وباريس وبلجيكا وغيرها اما بريطانيا كانت تحت القصف الجوي
الألماني
في عام 1941وصلت وثيقة ارسلها جواسيس ستالين تشمل تحذير من هجوم وشيك لكن ستالين لم يصدق الوثائق
في 22 يونيو وفي الفجر تسلل جنود قوات الألمانية داخل الأراضي السوفيتية
واتبعتهم عدد من فرق الدبابات والطائرات ومعهم عدد هائل من المدافع حتى أصبح عددهم 3ملاين جندي فاجتاحوا الأراضي الروسية بفترة وجيزة بسبب ان الجيش السوفيتي لم يكن يمتلك اسلحة جيدة قام الالمان باستيلاء على عدد مدن من اهمها لينينغراد وأوكرانياوبعدها توجة إلى موسكو عاصمة للاتحاد السوفيتي
وبدات معركة موسكو

## المعركة
توجة الالمان إلى موسكو بقيادة الجنرال غودريان إلى موسكو لكن تعطلت كتائب الجيش الألماني بسبب المناخ البارد والثلوج لكن لم يكن هناك شيء يوقفهم فتمكن قيادات الجيش السوفييتي من ايقافالدبابات الألمانية من الوصول إلى الساحة الحمراء. نظم ستالين دفاع موسكو مع أحد ابرز جنرالاته هو الجنرال غيورغي جوكوف مختص باستراتيجية الدبابات كانت خطة جوكوف ان يتم الهجوم من محورين الأول شمالي شرق والاخر جنوبي شرقي مع بقاء مواقع الدفاعية ثابتة على حدود موسكو فتمكن من محاصرة الجيش الألماني بعده شن الجيش الروسي على مناطق كانت تحت السيطرة الألمانية وانسحبت القوات الألمانية إلى الغرب

## الخطة الألمانية
خطة الاجتياح الأصلية الحرب الخاطفه أطلق عليها المحور عملية بارباروسا تدعو للسيطرة على موسكو خلال أربعة شهور. لكن على الرغم من التقدم الكبير في البداية تباطأ الفايرماخت بفعل المقاومة السوفيتية (بالاخص خلال معركة سمولينسك التي استمرت من يوليو إلى سبتمبر 1941 واخرت الهجوم الألماني على باتجاة موسكو لمدة شهرين).بعد تأمين سمولينسك اختار الفيرماخت تدعيم خطوطه حول لينينغراد وكييف مما أدى إلى تأخير اضافي للاندفاع باتجاة موسكو.تجدد تقدم دول المحور في 2 أكتوبر 1941 بهجوم أطلق علية عملية هجوم الاعصار "Typhon Operation" لاستكمال الاستيلاء على موسكو قبل حلول فصل الشتاء.بعد تقدم قاد إلى تطويق وتدمير العديد من الجيوش السوفيتية اوقف السوفيت الالمان عند خط موجايسك الدفاعي 120 كلم عن العاصمة.